# Hermin Dubus
Pour les articles homonymes, voir Dubus (homonymie).
Hermin Dubus est un instituteur français et auteur de livres, chansons et saynètes pour enfants, né le 13 mars 1875 à Brombos (Oise) et mort le 1er décembre 1973 à Paris.

## Témoignage
Georges Cogniot, dans son livre Parti pris, présente ainsi Hermin Dubus :
« En resserrant mes liens avec la famille Langevin, je fus amené à connaître aussi le père de Luce, l'instituteur et chansonnier Hermin Dubus, qui nous a quittés presque centenaire, à la fin de 1973. J'appréciais beaucoup sa compagnie. A côté des couplets de satire politique, pleins de verve, qu'il avait fait paraître sous le nom de Jean Social, il avait publié une quantité de recueils de chansons pour enfants. 
En 1945, il s'intitulait lui-même inspecteur des écoles buissonnières, et retraité, il avait dans toute la France des amis qui le recevaient. Autrefois, il avait été très uni à Philéas Lebesgue, poète paysan du terroir picard, chez qui il allait bavarder à la veillée. Il avait milité à Beauvais aux côtés du professeur Émile Chauvelon, un des premiers communistes français, et d'Hubert Bourgin, qui dans ces temps lointains, était socialiste. 
Pendant de très longues années, Hermin Dubus avait été bien connu et aimé des organisateurs de toutes les fêtes laïques. Dans son âge avancé, il conservait la jeunesse de cœur, la sensibilité, la fraîcheur de sentiment et également l'esprit et la malice qui l'avaient rendu populaire. Chez lui, l'amour des enfants avait débouché très tôt sur la lutte pour la justice sociale... »

## Publications
- Les Trois noblesses, Paris, Société d'éditions littéraires, 1897.
- La Chanson vivante, Paris, Bibliothèque d'éducation, 1924.
- Le Beau rêve enfui, mélodie à une voix, chant et piano, Paris, Pierre Schneider, 1926.
- Des Chants, des jeux et des rondes pour tous et pour toutes, musique de Paul et Georges Schlosser, Paris, Armand Colin, 1926.
- L'École en fête, saynètes, jeux, féeries, ballets, Paris, Fernand Nathan, 1927.
- Chants de rêve et de joie pour l'enfance et la jeunesse, musique de Luis Gustave Delabre, Paris, Emile Gallet, 1927.
- En suivant les sentiers fleuris : récits à lire et à dire, Paris, Fernand Nathan, 1928.
- Les Chansons du Docteur Tant-Mieux, chants, ballets, rondes et saynètes, airs populaires et musique de divers compositeurs, Paris, Fernand Nathan, 1929.
- Pif et paf chez les cannibales, images de Jean Bruller, Paris, Fernand Nathan, 1929.
- Le Livre des métiers, Fernand Nathan, 1929.
- La Chanson des petits et des tout petits, chansons animées, Paris, Bibliothèque d'éducation, 1930.
- La Chanson joyeuse, chansons et rondes, chants mimés et rythmés, Paris, Bibliothèque d'éducation, 1930.
- La Chanson vivante, Paris, Bibliothèque d'éducation, 1930.
- Le livre de la joie, illustrations de Petrelli, Paris, Bibliothèque d'éducation, 1930.
- Encore des chansons : chants et rondes pour les petits et grands, musique de V. Vavin, Paris, Fernand Nathan, 1931.
- L'Arithmétique active et joyeuse du cours préparatoire, méthode Dubus-Poirion, Paris, Bibliothèque d'éducation, 1932.
- Chant de Noël, Paris, Durand, 1933.
- Des fééries et des saynètes, airs populaires et musique inédite, avec accompagnement au piano, Paris, Fernand Nathan, 1933.
- Chansons et saynètes des quatre saisons, avec illustrations, Paris, Bibliothèque d'éducation, 1933.
- Au temps des vieux moulins, féérie musicale, livret, piano et chant, Paris, Gallet, 1933.
- Des Chansons animées pour les fêtes avec accompagnements de piano, musique de Paul et Georges Schlosser,  Paris, Billaudot, 1933.
- La lecture active et joyeuse, illustrations d'Alaterre, Paris, Bibliothèque d'éducation, 1933.
- Bonjour soleil!, Paris, Pourcher, 1935.
- Des chants, des rondes et des saynètes, commentés et réglés, Paris, Philippo, 1935.
- Au pays de Colombine, féerie-opérette en 1 acte, livret, musique d'Odette Vargues, Paris, Philippo, 1938.
- Lectures souriantes, avec Line et Michel, illustrations de M. Sancery, Paris, Bibliothèque d'éducation, 1938.
- Chansons pour la rythmique et les fêtes des petits, avec Émile Robinet, illustrations de S. Theureau, Paris, Bibliothèque d'éducation, 1938.
- Les joujoux s'éveillent, féérie-opérette en un acte, Paris, Labbé, 1939.
- À la Provence, chœur à 2 et 3 voix égales ou à l'unisson, partition, chant et piano, Paris, Pourcher, 1942.
- Chansons des jours heureux, musique de Tiarko Richepin, Paris, Société universitaire d'éditions et de librairie, 1947.
- Trois féeries musicales : pour toutes les fêtes de l'année, musique de Tiarko Richepin, Paris, Éditions Sudel, 1948.
- Chants de la vie et du rêve : suivis de trois féeries musicales, par les routes charmées, sous les toits aimés, la fleur merveilleuse, musique de Tiarko Richepin, Paris, Société universitaire d'éditions et de librairie, 1948.
- Le Chant des jeunes citoyens, Paris, Rouart, Lerolle et Cie, 1948.
- La Féérie de Noël, Paris, Billaudot, 1948.
- Absence, Paris, Rouart, Lerolle et Cie, 1949.
- Berceuse, Paris, Rouart, Lerolle et Cie , 1949.
- Chants rythmiques pouvant être utilisés comme chants, chants choraux, chants rythmés, danses enfantines, saynètes, avec Émile Robinet, Paris, Bibliothèque d'éducation, 1950.
- Dans la ronde des métiers et des jours, orné de 144 compositions en couleurs de Maggie Salcedo, Paris, Société universitaire d'éditions et de librairie, 1951.
- Je lirai bientôt, Paris, Bibliothèque d'éducation, 1953.

## Préface
- La Chanson éducative, recueil de chants pour les cours moyens et supérieurs, et pour les cours complémentaires, préface par Hermin Dubus, musique de Paul et Georges Schlosser, Paris, Armand Colin, 1924.

## Parolier
- Chansons couleur du temps, préface de Vincent d'Indy, musique de M. Cadier, introduction de Philéas Lebesgue, poésies de Hermin Dubus, illustrations de Lola Anglada, Paris, Roudanez, 1927.
- Neuf contes de Perrault et de Madame d'Aulnoy : mis en chansons animées avec gestes, poésies de Hermin Dubus, musique de M. Cadier, Paris, Gallet, 1948.